# Cluedo
Cluedo (/ˈkluːdoʊ/, Clue in Nord America) è un gioco da tavolo con un'ambientazione che riproduce l'atmosfera dei gialli, originariamente edito dalla britannica Waddington Games nel 1948. Fu ideato da Anthony Pratt, un impiegato presso un avvocato, nativo di Birmingham, Inghilterra. Attualmente è edito dalla società statunitense Hasbro dopo l'acquisizione della Parker Brothers, che inizialmente confezionava il gioco.

## Visione d'insieme
Il gioco si svolge nella dimora Tudor Hall, con il tabellone diviso in nove stanze differenti. Ogni giocatore rappresenta un personaggio, ospite nella casa, in cui è avvenuto un omicidio: dopo la morte dell'anziano proprietario, sir Hugh Black, suo nipote, il dottor Black, aveva scoperto delle cose strane sullo zio morto e, il giorno del suo trentesimo compleanno, era stato assassinato.
I giocatori rivestono il ruolo di sospettati e tentano di risolvere l'omicidio per essere scagionati. Scopo del gioco è quindi risolvere il caso, arrivando a determinarne tre aspetti: l'autore, l'arma e la stanza dove si è verificato il delitto.

## Contenuto del gioco
- Istruzioni
- Un tabellone raffigurante il luogo del delitto
- Sei pedine colorate raffiguranti i sospettati
- Le miniature delle armi
- Le carte raffiguranti armi, sospettati e stanze
- Una busta per contenere la soluzione di ogni partita
- Blocknotes per gli appunti sui sospettati

## I sospettati
Sebbene i personaggi di base siano rimasti gli stessi fin dalla creazione del gioco, i dettagli sulla loro vita e i loro nomi di battesimo variano notevolmente nelle varie versioni.
- Miss Scarlet (pedina rossa), in alcune versioni Kassandra Scarlet o Josephine Scarlet. Nelle prime versioni era presentata come figlia della Signora Pavone; in versioni più recenti non è menzionata questa parentela e Scarlet è invece presentata come una donna seducente sempre al centro del gossip.
- Professor Plum (pedina viola), in alcune versioni Peter Plum, Edgar Plum o Victor Plum. Nelle prime versioni era presentato come un seducente professore di storia antica già sospettato per la morte di un suo collega; in versioni più recenti diventa un giovane informatico sviluppatore di videogame.
- Colonnello Mustard (pedina gialla), in alcune versioni Jack Mustard. Nelle prime versioni era presentato come un militare in pensione che, a causa della proposta di vendita di una sua biografia, era debitore a molte persone; in versioni più recenti diventa un telecronista con un glorioso passato da calciatore, motivo del suo vanto.
- Dottor Verde/Reverendo Green[2] (pedina verde), in alcune versioni John Green. Nelle prime versioni era presentato come un reverendo ricercato per frode, contrabbando e riciclaggio di denaro che incontrò Black e Sir Hugh durante un pellegrinaggio in Inghilterra; in versioni più recenti viene presentato come un uomo molto influente a cui molti si rivolgono per chiedere favori con il quale però non è prudente restare in debito.
- Signora Bianchi (pedina bianca), in alcune versioni Diane White. Nelle prime versioni era presentata come governante di casa Tudor ed educatrice del dottor Black che, tuttavia, negli ultimi tempi non si mostrava più dedita, riservata e raffinata come lo era un tempo; in versioni più recenti è anche lei un'ospite e viene presentata come una donna con l'infanzia d'attrice che vuole attirare nuovamente l'attenzione su di sé.
- Signora Pavone/Contessa Peacock[2] (pedina blu), in alcune versioni Eleanor Peacock o Patricia Peacock. Nelle prime versioni era presentata come madre di Miss Scarlet e amica della deceduta madre del dottor Black che, con il suo stile sopra le righe, si assicurò una vita agiata, fino a prosciugare l'intera fortuna del marito; in versioni più recenti viene presentata come una discendente di una agiata famiglia di politici, fissata con la perfezione.
- Dottoressa Orchid[2] (pedina fucsia). Orchid è la figlia adottiva del Dottor Black. È una biologa asiatica con un dottorato di ricerca in tossicologia delle piante. Sostituisce la Signora Bianchi nell'ultima versione di Cluedo classico.[3]

## Le possibili armi del delitto

### Prima edizione (3-6 giocatori)
- La corda
- Il tubo di piombo (Spranga nell'edizione Italiana)
- Il pugnale
- La chiave inglese
- Il candeliere
- La rivoltella

### Seconda edizione (2-6 giocatori)
- Il coltello o forbici
- Il candeliere
- La pistola
- Il veleno
- Il trofeo
- La corda
- La mazza da baseball
- L'ascia
- Il manubrio
- Il fucile

## Le stanze

Stanze della prima edizione

Vi sono nove stanze nella dimora, in cui è possibile che avvenga il delitto, rappresentate sul tabellone come segue:
Stanze della prima edizione:
| Cucina         | Sala da ballo                    | Serra            |
| Sala da pranzo | Busta con soluzioni (Scantinato) | Sala da biliardo |
| Sala da pranzo | Busta con soluzioni (Scantinato) | Biblioteca       |
| Veranda        | Anticamera                       | Studio           |

Stanze della seconda edizione:
| Cucina         | Terrazza                      | Spa               |
| Sala da pranzo | Busta con soluzioni (Piscina) | Sala home-theatre |
| Sala da pranzo | Busta con soluzioni (Piscina) | Soggiorno         |
| Dépendance     | Ingresso                      | Osservatorio      |

Ognuna delle quattro stanze angolari contiene un passaggio segreto che conduce alla stanza situata nell'angolo opposto della mappa.

## Svolgimento del gioco
Il gioco richiede almeno tre giocatori (nella prima edizione) o due (nella seconda edizione).
All'inizio del gioco tre carte (una dei sospettati, una delle armi e una delle stanze) sono selezionate a caso e messe all'interno della busta speciale, affinché nessuno possa vederle. Queste carte rappresentano la soluzione del delitto. Le carte rimanenti sono distribuite tra i giocatori.
Lo scopo è di scoprire i dettagli dell'omicidio. Ciò avviene con il giocatore di turno che annuncia un'ipotesi sul delitto agli altri giocatori. Un esempio di tale ipotesi potrebbe essere: “Ritengo che sia stata la sig.ra Peacock, nella cucina, con il coltello”. Tutti gli elementi (pedina e miniatura) contenuti nell'ipotesi sono trasferiti nella stanza in questione (quindi la sig.ra Peacock e il coltello saranno posizionati nella cucina). L'ipotesi può essere formulata soltanto quando il giocatore, dopo avere tirato i dadi, posiziona la sua pedina nella stanza in questione. Quindi non si possono formulare ipotesi riguardanti altre stanze o farne se ci si trova in un corridoio.
A questo punto, in senso orario, intorno al tabellone, gli altri giocatori devono allora confutare questa ipotesi (se possibile), mostrando al massimo una carta che contenga uno degli elementi nominati dal giocatore di turno (per esempio il coltello); tale azione dimostra che la carta sicuramente non può essere all'interno della busta contenente la soluzione dell'assassinio. L'esibizione della carta si svolge in segreto e solo nei confronti del giocatore che ha formulato l'ipotesi, in modo tale che gli altri non possano vedere quale carta sia da escludere ai fini del delitto. Una volta che l'ipotesi è stata smentita, il giocatore annota sul suo foglio del blocknotes (senza esibirlo agli altri giocatori) quale carta gli è stata mostrata, quindi il suo turno termina e tocca al giocatore successivo.
L'ipotesi del giocatore può ricevere una sola confutazione, di conseguenza solo il primo giocatore in senso orario mostrerà al giocatore di turno una delle carte nominate, qualora le possieda. In caso contrario si procederà interpellando a uno a uno i restanti giocatori. Il giocatore deve formulare una sola ipotesi.
Una volta che il giocatore è convinto di conoscere la soluzione, può formulare un'accusa. Il giocatore riscontra quindi la validità dell'accusa, controllando segretamente le carte nella busta. Se l'accusa non è corretta il giocatore esce dal gioco, che continua con i rimanenti. I giocatori che hanno effettuato accuse sbagliate devono tuttavia continuare a esibire le carte agli altri partecipanti, in segreto, per il resto della partita, oppure possono redistribuire le proprie carte e abbandonare il gioco. Se invece il giocatore pronuncia un'accusa esatta, le carte della soluzione sono rivelate agli altri giocatori e la partita finisce.
La modalità a due giocatori (o due squadre) richiede alcuni accorgimenti aggiuntivi: in questa modalità, non tutte le carte sono distribuite tra i giocatori, ma quattro di esse vengono poste coperte accanto al tabellone. Se, nel corso dell'indagine, l'altro giocatore non è in grado di confutare un'ipotesi, il giocatore che la formula può controllare una delle carte coperte.
La nuova versione introduce inoltre il mazzo delle Carte Intrigo: devono essere pescate se la pedina del giocatore si ferma su una casella con un simbolo "?" o lo ottiene con il tiro dei dadi (solo un dado ha un "?" Al posto del numero 1). In alternativa se ne può pescare una se il giocatore viene chiamato in una stanza come sospettato e la cosa lo infastidisce. La maggior parte delle carte contengono dei bonus, che il giocatore può usare in determinati momenti della partita (come muoversi di nuovo o rifiutarsi di confutare un'ipotesi); tuttavia ci sono nel mazzo anche otto carte Orologio, che man mano che vengono pescate si accumulano sul bordo del tabellone; l'ottava carta può essere pescata ripetutamente e chi la pesca viene ucciso e quindi eliminato.

## Edizioni in italiano
La prima edizione in lingua italiana è stata tradotta dell'editore Clementoni nel 1959 con il titolo Giallo Club. nel 1961 lo stesso editore ne mette in vendita una nuova versione chiamandola Detective - il nuovo giallo club. Giochiclub, nel 1969,  lo distribuisce con il titolo Inchiesta aperta. La prima versione italiana con il titolo Cluedo è sempre della Giochiclub nel 1974. Nel 1981 la Editrice Giochi ne ha distribuito una nuova versione con il nome originale, e una successiva nel 1996 è stata distribuita direttamente dalla Parker Brothers.

## Spin-off
Waddingtons, Parker Brothers e Hasbro hanno creato molti spin-off del gioco, spaziando da versioni a tema, come Simpsons Clue, a versioni alternative quali Clue Master Detective. Tra queste si ricordano:
- Clue VCR Mystery Game (1985), che utilizza anziché un tabellone, una videocassetta dalla durata di circa un'ora. Il supporto contiene scene umoristiche dei sospettati che interagiscono nella casa dopo l'omicidio. I giocatori scoprono i dettagli degli omicidi confrontando gli indizi forniti dalle carte all'azione sul video.
- Super Cluedo Challenge (1986), versione avanzata delle regole del Cluedo, che introduce nuovi personaggi e armi.
- Clue VCR II: Murder in Disguise (1987), scenari aggiuntivi della versione VCR.
- Clue Master Detective (1988) (realizzata come Super Cluedo in Francia), è la versione estesa del gioco originale. Ne esiste anche una versione videogioco.
- Clue Jr. (1989) per i bambini.
- Clue: The Great Museum Caper (1991), piuttosto diversa dall'originale. Un giocatore è il ladro che si aggira in un museo rubando dipinti, mentre gli altri giocatori cooperano per la sua cattura.
- Cluedo Card Game (1992).
- Cluedo Super Sleuth (1995), un'altra versione avanzata delle regole del Cluedo.
- Alfred Hitchcock Edition Clue (1999).
- Cluedo Passport to Murder (2000), aggiornamento del Super Cluedo Challenge ambientato sul genere Orient Express nella stazione di Istanbul.
- The Simpsons Clue (2000), ispirato all'omonima serie tv.
- Harry Potter and the Sorcerer's Stone: Mystery at Hogwarts Game (2000), ispirato al primo libro di Harry Potter.
- Mystery Museum (2000) è una versione di Clue con elementi cristiano-evangelici.
- Clue Dungeons & Dragons (2001).
- Clue - The Haunted Mansion (2002).
- Scooby-Doo! Where are you? Clue (2002), ispirato all'omonima serie tv.
- Clue FX (2003) (Cluedo SFX in Gran Bretagna e Super Cluedo Interactif in Francia), è un'altra variante delle regole originarie.
- Clue Mysteries (2005), adattamento del gioco Dragon della MB con ambientazione Cluedo.
- Cluedo DVD Game (2005).
- Clue: The Big Bang Theory (2013), ispirato all'omonima serie tv.
- Cluedo: Doctor Who - The Hunt for Gallifrey (2015), ispirato all'omonima serie tv.

## Altri media

### Cinema
Esiste un film commedia, Signori, il delitto è servito (Clue) basato sul gioco, così come diverse versioni video interattive e un musical. Vi è anche una versione francese del film, realizzata nel 1993.
Anche i film Un rebus per l'assassino (1973) e Invito a cena con delitto (1976) sono ispirati al gioco.

### Televisione
Sono stati girati anche alcuni spettacoli televisivi basati sul gioco, sia in Gran Bretagna, che in Germania, Francia e Australia. Una versione italiana è andata in onda anche in Italia, su Rete 4, con il titolo Il delitto è servito. Il programma era presentato da Maurizio Micheli.
Cluedo era anche una serie televisiva gialla australiana andata in onda dal 1992 al 1993.

## Citazioni
- Il gioco viene nominato nel film Jumanjii (1995) dal protagonista Alan Parrish, interpretato da adulto da Robin Williams; durante la partita, infatti, per allentare la tensione Alan esclama scherzosamente "Lo so: il colonnello Mustard in biblioteca con una chiave inglese".
- Il gioco viene nominato anche nel film Cena con delitto - Knives Out da Daniel Craig, trovandosi in una situazione simile al gioco.
- Il gioco viene citato più volte nel secondo episodio della terza serie de I misteri di Brokenwood "L'ultima partita" (2016) in cui un vero omicidio viene commesso durante una partita "reale" di Cluedo.